# Jakob Mayer-Attenhofer

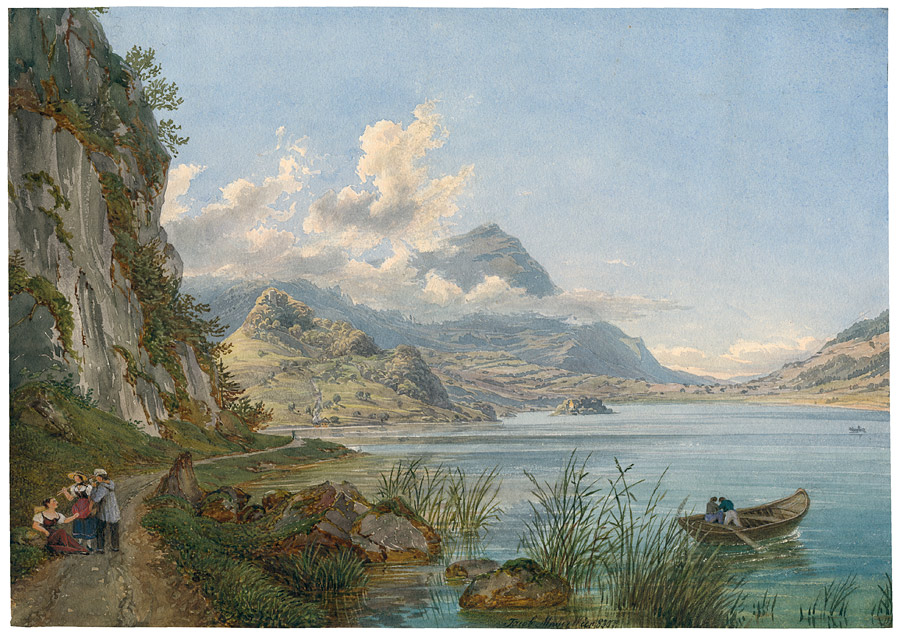
Ansicht des Rigibergs am Lauerzsee

Jakob Mayer-Attenhofer, auch Jakob Meyer-Attenhofer (* 24. Juli 1806 in Leuggern; † 19. Juli 1885 in Baden Kanton Aargau) war ein Schweizer Landschaftsmaler und Onkel von Carl Diethelm Meyer (1840–1884).

## Leben
Jakob Mayer besuchte die Dorfschule in Leuggern und danach die Sekundarschule im Zurzach. 1819 wurde er als Volontär in der Gerichtskanzlei Baden und 1820 als Sekretär im Postbüro angestellt. Zweimal in der Woche besuchte er die Zeichnungsschule. 1822 zog er nach Neuenburg, wo er beim dortigen Landschaftsmaler das Kolorieren erlernte.
Der Maler Gabriel Lory der Jüngere (1784–1846) ermunterte Jakob Mayer zur Landschaftsmalerei. 1825 verbrachte er einige Wochen im Berner Oberland, um dort Studien anzufertigen. Im gleichen Jahr zog er als Begleiter eines Kupferstechers durch andere deutsche Städte nach Dresden. Dort fertigte er für einen Kunsthändler Kopien verschiedener Gemälde.
In seiner Freizeit malte er Aquarelle, die vom Professor der Dresdner Kunstakademie Johan Christian Clausen Dahl hoch bewertet wurden. Mayer entschloss sich, seine Werke öffentlich zu zeigen.
Auf Bestellung der Gräfin Pálffy kopierte er ein Gemälde Claude Lorrains. 1826 kam er mit einem Empfehlungsschreiben der Gräfin nach Wien, wo ihn Graf und Gräfin Pálffy in die höheren Kreise einführten, was ihm viele Aufträge brachte. 1828 besuchte er zu Landschaftsstudien die Schweiz, kehrte aber bald nach Wien zurück.
1831 reiste Mayer nach Baden, wo er 1832 Elisabeth Brunner, geb. Attenhofer, heiratete und ihren Familiennamen annahm. Mit ihr hatte er vier Töchter. Seine Tochter Fanny war mit Edmund Schaufelbühl verheiratet. Jakob Mayer wurde durch seine Heirat Besitzer des Badener Kurhotels Zum Raben. 
1838 unternahm er eine Italienreise und kam über Mailand und Genua 1839 nach Rom. Über Florenz und Parma kehrte Jakob Mayer 1839 nach Baden zurück.  Um 1840 schuf Jakob Mayer-Attenhofer die Ansichten von Baden, die er in Aquatintamanier vervielfältigen liess. 1862 wurde er in den Badener Stadtrat gewählt und bekleidete den Posten bis 1875. 1862 verkaufte er das Hotel und widmete sich ausschliesslich der Malerei.